# Emirado de Adamaua
```
   |-
       | 
Erro:
:  
valor não especificado para "
continente
"
```

O Emirado de Adamawa ou Adamaua é um estado tradicional localizado em Fumbina, que é agora o Adamawa (estado), Nigéria, e anteriormente também nas três províncias do norte de Camarões.

## Governantes
Governantes do Emirado Adamawa, que levaram o título "Baban-Lamido":
| Start           | End             | Ruler                                                 |
| --------------- | --------------- | ----------------------------------------------------- |
| 1809            | 1847            | Modibo Adama bi Ardo Hasana (b. c.1771 - d. 1848)     |
| 1847            |                 | Hamidu bi Adama Regent (d. c.1872)                    |
| 1847            | 1872            | Muhammadu Lawal bi Adama (b. c.1797 - d. 1872)        |
| 1872            | 1890            | Umaru Sanda bi Adama (d. 1890)                        |
| 1890            | 8 Setembro 1901 | Zubayru bi Adama (d. 1903)                            |
| 8 Setembro 1901 | 1909            | Baba Ahmadu bi Adama (d. 1916)                        |
| 1909            | 1910            | Muhammad Yarima Iya bi Sanda                          |
| 1910            | 23 Agosto 1924  | Muhammad Abba bi Baba Ahmadu (d. 1924)                |
| 1924            | 1928            | Muhammad Bello "Mai Gari" bi Ahmadu "Boboa" (d. 1928) |
| 1928            | 1946            | Muhammad Mustafa bi Muhammad Abba (b. 1900 - d. 1946) |
| 1946            | Junho 1953      | Yarima Ahmadu bi Muhammad Bello                       |
| 26 Julho 1953   | 13 March 2010   | Aliyu Mustafa bi Muhammad Mustafa (b. 1922 - d. 2010) |
| 18 Março 2010   |                 | Muhammadu Barkindo Aliyu Musdafa (b. 1944)            |